# Gerd-Paul von Below
Gerd-Paul von Below (30 de novembro de 1892 – 8 de dezembro de 1953) foi um oficial alemão que serviu durante a Segunda Guerra Mundial. Foi condecorado com a Cruz de Cavaleiro da Cruz de Ferro.

## Condecorações
| Cruz de Ferro 2ª Classe                                    |
| Cruz de Ferro 1ª Classe                                    |
| Cruz de Cavaleiro da Cruz de Ferro 28 de fevereiro de 1943 |